# ちょうげい (潜水艦)
 ちょうげい （ローマ字：JS Chogei, SS-517）は、海上自衛隊の潜水艦。たいげい型潜水艦の5番艦。艦名の「ちょうげい」は漢字で「長鯨」と書き、巨大なクジラを意味する。日本の艦艇名として幕末から明治時代にかけて運用された外輪汽船「長鯨丸」、旧海軍の迅鯨型潜水母艦の2番艦「長鯨」に続き3代目にあたる。
本記事は、本艦の艦暦について主に取り扱っているため、性能や装備等の概要についてはたいげい型潜水艦を参照されたい。

## 艦歴
「ちょうげい」は、中期防衛力整備計画（31中期防）に基づく令和3年度計画3000トン型潜水艦8132号艦として、三菱重工業神戸造船所で2022年4月19日に起工され、2024年10月4日に同工場で挙行された命名・進水式において、「ちょうげい」と命名された。今後、艤装や各種試験を実施したのち、2026年3月に海上自衛隊に引き渡される予定。

### 歴代艦長
| 代       | 氏名     | 在任期間    | 出身校・期 | 前職     | 後職     | 備考     |
| 艤装員長 | 艤装員長 | 艤装員長    | 艤装員長   | 艤装員長 | 艤装員長 | 艤装員長 |
| -------- | -------- | ----------- | ---------- | -------- | -------- | -------- |
| -        | 村上道彦 | 2024.10.4 - |            |          |          |          |
| 艦長     |          |             |            |          |          |          |
| 1        |          |             |            |          |          |          |